# Valle de la Puebla
Valle de la Puebla és una subcomarca de la comarca de Sierra Norte de Madrid, al nord-est de la Comunitat de Madrid. Està formada pels municipis:
- Horcajuelo de la Sierra
- La Hiruela
- Montejo de la Sierra
- Prádena del Rincón
- Puebla de la Sierra

Per la vall discorre un rierol (el rierol o riu de la Puebla). El seu nom és a causa del del municipi que travessa: Puebla de la Sierra. Per a arribar a aquesta vall cal agafar la carretera de Robledillo de la Sierra a Puebla de la Sierra, que és una impressionant carretera amb barrancs a la dreta que superen els 150 metres de caiguda, pujant muntanyes i arribant a cotes superiors als 1200 metres. Altra alternativa és la carretera de Prádena del Rincón, a Puebla de la Sierra, recorregut més llarg si es ve des de Madrid, encara que menys perillós que l'altra via, més usada per a activitats de senderisme.
Aquesta vall limita al sud amb l'embassament de l'Atazar, on desemboca el riu de la Puebla. A partir d'aquí la cota baixa fins als 700 metres, encara que segueix havent muntanyes que superen els 1000 metres d'altitud. A l'est hi ha un sistema muntanyenc que supera els 1800 metres d'altitud en la Peña de la Cabra (el segon bec més alt de la zona), sent l'altitud mitjana d'uns 1600 metres. AL nord es tanca la vall amb muntanyes de més de 1600 metres que són travessades pel port de Prádena a la Pobla. A l'oest limita amb la província de Guadalajara, i la màxima altura aquí són 1865 metres, sent la muntanya més alta de tota la zona en la Serra del Lobosillo. Darrere d'ella es poden trobar llogarets de Guadalajara com La Vihuela o El Sendero. La vall es desenvolupa des dels 1600 metres del nord, entre les muntanyes citades abans, fins als 650 metres del sud, estant entre mitjanes la localitat de Puebla de la Sierra i el riu de la Puebla.